# Castelmezzano
Castelmezzano är en ort och kommun i provinsen Potenza i regionen Basilicata i Italien. Kommunen hade 789 invånare (2017).